# Talcher Thermal Power Station Township
Talcher Thermal Power Station Township es una ciudad censal situada en el distrito de Angul en el estado de Odisha (India). Su población es de 3613 habitantes (2011). Se encuentra a 104 km de Bhubaneswar y a 95 km de Cuttack.

## Demografía
Según el censo de 2011 la población de Talcher Thermal Power Station Township era de 3613 habitantes, de los cuales 2001 eran hombres y 1612 eran mujeres. Talcher Thermal Power Station Township tiene una tasa media de alfabetización del 97,17%, superior a la media estatal del 9870 %: la alfabetización masculina es del 89,04%, y la alfabetización femenina del 95,33%.